# تفاعل العسري (تكاثف)
تفاعل العسري (بالأنجليزية: Lasri condensation) هو تفاعل تكاثف في الكيمياء العضوية ينسب إلى مكتشفه الكيميائي البرتغالي من أصل مغربي جمال العسري. و هو تفاعل بين الكالكون و الهیدرازون ينتج عنه الأزين و 3,5–ثنائي الفينيل بيرازول.

## الميكانيزم
يبدأ التفاعل بهجوم نووي (إضافة محبة للنواة) من الجزء الأميني للهيدرازون 1 على مجموعة الكربونيل ل 1،3-ثنائي الفينيل-2-بروبين-1-ون 3 لإنتاج الأزين الوسيط 1-(1،3-ثنائي الفينيل اليليدين)-2-(ثنائي الأرايل ميثيلين)-هيدرازين. ثم يتعرض هذا الازين الغير المتماثل لهجوم نووي في ذرة الكربون (ثنائي الأرايل إيمينو sp2-كربون) من قبل الجزء الأميني NH2 للهيدرازون 1 لاعطاء وسيط ثان حيث يتم انقسام الرابطة كربون-نيتروجين (C(sp3)-N) لتكوين الأزين المتماثل 2.
الناتج الآخر، 1،3-ثنائي الفينيل-2-بروبين-1-ون هيدرازون 3a، يكون حلقة 2،3- ثنائي الهيدرو-3،5- ثنائي الفينيل-1H-بيرازول و الذي يتعرض بسرعة لنزع الهيدروجين ليكون 3،5- ثنائي الفينيل-1H-بيرازول 4. في هذا التفاعل الهيدرازون 1 هو مصدر النيتروجين ل 3،5- ثنائي الفينيل-1H-بيرازول 4. بالإضافة إلى ذلك ، لا يتطلب التفاعل استخدام أي حفاز أو عامل مساعد.